# Nonesuch Records
Pour les articles homonymes, voir Nonsuch (homonymie).
Nonesuch Records est un label discographique américain de jazz et musique classique, basé à New York, dans l'État de New York. Il appartient au groupe Warner Music Group et est également spécialisé dans les musiques du monde, la musique classique contemporaine et le jazz.
Nonesuch est fondé en 1964 par Jac Holzman à l'origine pour éditer des enregistrements de musique classique européenne. Nonesuch fonctionnait alors comme un sous-label d'Elektra Records (créé par Holzman en 1950).

## Histoire

### Création
Nonesuch est fondé au début de l'année 1964 par Jac Holzman dans le but de produire « des disques de qualité au même prix qu'un livre de poche », soit la moitié du prix d'un disque microsillon normal. Pour ce faire, il a accordé des licences pour des enregistrements européens de musique classique, car il aurait été trop coûteux d'enregistrer des nouveaux morceaux. À l'origine, le label se concentrait principalement sur la musique de chambre et la musique baroque, souvent avec un répertoire (à l'époque) unique, et se vendait généralement à des prix inférieurs au prix de base. Dès sa création, Nonesuch fonctionne comme une filiale d'Elektra Records, que Holzman avait lancé en 1950. En 1970, Holzman vend Elektra et Nonesuch à Kinney National Company, qui devient Warner Communications, et fait ensuite partie du Warner Music Group de Time Warner. En 2004, Warner Music Group devient une société indépendante cotée en bourse.
Le catalogue de 1968 comptait déjà plus de 200 albums. Au cours des premières années, l'accent était clairement mis sur la musique ancienne, c'est-à-dire la musique composée avant 1800. Certains artistes apparaissaient fréquemment :

### Teresa Sterne (1965–1979)
Teresa Sterne dirige Nonesuch Records entre 1965 et 1979 ; elle est responsable non seulement de toutes les décisions concernant les artistes et le répertoire, mais aussi de l'aspect de plus en plus distinctif des pochettes de disques. Sterne supervise plusieurs premières pour le label, y compris les premiers disques électroniques. Nonesuch commande l'album Silver Apples of the Moon de Morton Subotnick en 1967 (réalisé avec le Buchla 100) et, en 1966, sort un ensemble de 2 LP de sons Moog avec un livret de 16 pages intitulé The Nonesuch Guide to Electronic Music de Beaver and Krause (qui a passé 26 semaines dans le classement Top 100 du classement Billboard).
Parmi les réalisations les plus notables de Sterne au sein du label, citons la sortie de Ancient Voices of Children de George Crumb, inspiré par les poèmes de Federico García Lorca, qui s'est vendu à plus de 70 000 exemplaires ; l'enregistrement de nouvelles œuvres d'Elliott Carter, notamment ses premier et deuxième quatuors à cordes ; et la commande et la sortie de Time's Encomium de Charles Wuorinen, qui devient la première œuvre électronique à remporter le prix Pulitzer de la musique en 1970. Sous la direction de Sterne, Nonesuch contribue au renouveau du ragtime aux États-Unis en publiant une série de rags pour piano de Scott Joplin interprétés par Joshua Rifkin. Sterne lance également la révolutionnaire Explorer Series, qui jette les bases du domaine de la musique du monde.
Le brusque licenciement de Sterne en décembre 1979 incite quelque deux douzaines d'artistes de Nonesuch à écrire une lettre au rédacteur en chef du New York Times pour protester contre cette décision ; plusieurs compositeurs de renom, dont Elliott Carter et Aaron Copland, envoient une lettre au vice-président de la société mère, Warner Communications, en signe de protestation.
Sterne est remplacée par le frère cadet du fondateur, Keith Holzman, un chef de production qui, pendant les cinq années suivantes, dirige le label depuis Los Angeles.

### Robert Hurwitz (1984–2016)
L'ancien fondateur de Blue Thumb Records, Bob Krasnow, qui avait pris la présidence d'Elektra Records en 1983, engage en 1984 Bob Hurwitz, 34 ans, alors directeur de la division américaine du label de jazz ECM distribué par Warner Bros. Records, pour diriger Nonesuch Records.
Au cours des deux premières années sous la direction de Hurwitz, Nonesuch publie des albums de pionniers de la « nouvelle musique » tels que Steve Reich (The Desert Music, 1985), John Adams (Harmonielehre, 1986), Philip Glass (Mishima, 1985), John Zorn (The Big Gundown, 1985) et le Kronos Quartet (Kronos Quartet, 1986) (l'album Pieces of Africa du Kronos Quartet, paru en 1992, s'est classé en tête du Billboard pour la musique classique et la musique du monde). Hurwitz établit une liste de jazz au sein du label, qui comprenait Zorn, Wayne Horvitz et le World Saxophone Quartet Il s'appuuie sur la réputation de musique du monde de Nonesuch, représentée jusqu'alors par l'Explorer Series, en signant avec le chanteur et compositeur brésilien Caetano Veloso, qui, comme Reich et Adams, entretient une relation continue avec le label pendant des dizaines d'années. Parmi les succès de Nonesuch dans le domaine de la musique du monde au cours des années 1980, on peut citer la sortie de Le Mystère des voix bulgares, un enregistrement du chœur féminin de la télévision d'État bulgare, et les débuts américains des Gipsy Kings, qui ont été certifiés disques de platine avec plus d'un million d'exemplaires vendus. Nonesuch connait un succès encore plus grand dans le domaine de la musique du monde à la fin des années 1990 avec la sortie de Buena Vista Social Club, qui devient alors le disque le plus vendu de l'histoire du label et a donné lieu à de nombreux enregistrements solos réussis des stars de ces sessions originales dirigées par Ry Cooder à La Havane, Cuba.
En septembre 2015, Bob Hurwitz quitte son poste de président de Nonesuch Records. Après avoir été coprésident du label avec David Bither en 2016, Hurwitz est devenu président émérite le 1er janvier 2017, lorsque Bither est devenu le seul président.

### David Bither (depuis 2017)
David Bither, qui a été vice-président principal de Nonesuch pendant 20 ans, devient coprésident du label avec Hurwitz en 2016 et président unique en 2017. Kris Chen, anciennement de XL Recordings, est embauché comme vice-président principal en septembre 2016. En mars 2017, il est annoncé que le groupe Fleet Foxes ferait ses débuts chez Nonesuch avec la sortie de Crack-Up, son premier album en six ans, en juin.

## Principaux artistes
- John Adams
- The Black Keys
- Ry Cooder
- Philip Glass
- Vladimir Martynov
- Stephin Merritt
- Randy Newman
- Joshua Redman
- Steve Reich
- Laura Veirs
- Wilco
- Devendra Banhart